# 古河宿
古河宿（こがしゅく、こがじゅく）は、江戸時代の日光街道（日光道中）の宿場。下総国の古河城下に設けられ、現在は茨城県古河市中央町・本町・横山町に相当する。日光街道の江戸・日本橋から数えて9番目の宿場である。
ここでは城下町としての古河についても解説する。

## 概要
江戸時代の全期を通じて、古河藩が管理していた古河三宿（中田・古河・野木）の一つである。天保14年（1843年）の『日光道中宿村大概帳』によれば、本陣・脇本陣は1軒ずつ設けられ、旅籠が31軒（大5,中6,小20）あった。宿内の家数は1,105軒、人口は3,865人であった。将軍家による日光社参では、古河城は岩槻城・宇都宮城と並び、将軍の宿城とされており、日光街道における主要な宿場の一つであった。日光社参のときには、従者の数が膨大になるため、通常の宿泊施設だけでは足りずに、城下の武家屋敷や町屋も割り当てられた。宿場は日光街道沿いの台町・一丁目・二丁目・横町（現在の本町・中央町・横山町の一部）にあったが、渡良瀬川等による河川交通も発達していたことから、古河の町は日光街道から河岸へ向けて折れ曲がった石町・江戸町等にも広がり、T字型に形成されていた。大名が宿泊する本陣は時期により異なるが、最もよく知られているのは二丁目にあったもので、現在、跡地には「本陣跡碑」がある。脇本陣も二丁目にあった。 

## 町の構成

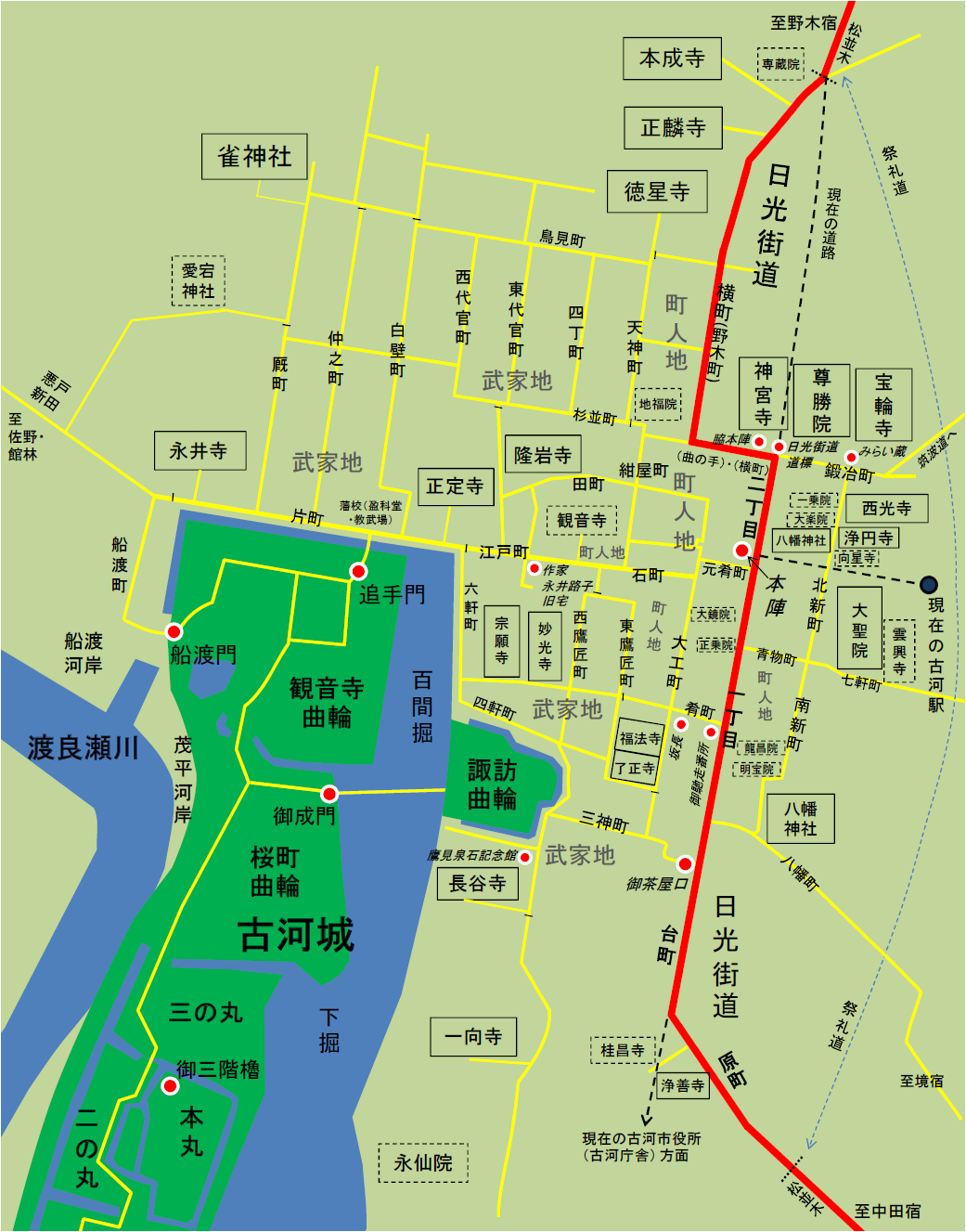
古河城下・古河宿（江戸時代後期）

町割りの特徴は、古河城の主要な出入口が北側にあり、西側に渡良瀬川があることから、城下町・宿場町が城の北側と東側に集中していることである。また、このために城と上級武士の住居が低地にあり、町人や下級武士の住居が台地上となっており、他の城下に見られない個性的な景観をなしていた。 以下、個々の町通りについて説明する。

### 町人町
日光街道に面した町を「通町」と呼び、他は「脇町」と呼んだ。また町の発展に伴い、本町とされた通町・脇町から枝町が派生した。享保12年（1727年）の文書による町全体の構成 と、各町の由来・特徴等を示す。
- 通町：　下記4ヵ町。宿泊施設である旅籠と茶屋が集中していた。
  - 横町（よこまち）：　江戸時代の初期は、二丁目から街道を北上・左折した先の二丁目曲の手を「横町」と呼び、さらに右折して本成寺に至る町通りを「野木町」と呼んでいたが、のちに野木町が横町と呼ばれるようになった。本来の「横町」は街道筋が一旦、横にずれる町の意であろう。寛永期（1624年 - 1645年）の絵図では「野木町」[4]とされた町通りが、慶応年間（1865年 - 1868年）には「横町」になっている。明治期に横山町と改称[5]されている。[3] [6]
  - 一丁目・二丁目（いっちょうめ・にちょうめ）：　町の中心部を一丁目と二丁目に分けたもの。特に二丁目は大きな商家が多く、江戸時代後期には城下最大の豪商だった八百屋（丸山）儀左衛門もここにあった。丸山家は当初の商売だった八百屋を屋号としたが、次第に手を広げ、旧藩主・堀田正仲の転封先・ 山形藩の特産品である紅花を扱うことで財をなした。本陣や高札場も二丁目にあった。[3] [6]
  - 台町（だいまち）：　原町が出来る前は城下の台であったことに由来。[3] [6]
  - 原町（はらまち）：　もとは「原村」だったが、城主が土井利勝のころ町になり、城下の拡張に伴い編入された。[6]
- 脇町・街道東側
  - 鍛冶町（かじまち）：　城出入りの鍛冶職人が居た。江戸時代初期、奥平忠昌が城主の頃、野木神社周辺の鍛冶屋21戸を移転・集住させた。古河は冬季に西風が強くなるため、火を扱う鍛冶屋は、火災対策として東はずれの風下に配置された。のちの江戸時代中期には職人は転出し、商家が並び建つようになる。[3] [6]　ここにあった商家のうち、今城商店（みらい蔵）については後述。その隣には「竹駒稲荷神社」（後述）がある。
  - 新町（北新町・南新町）（きたしんまち・みなみしんまち）：　家数が増えたため、街道の東側に新しい町通りが自然に形成されたもの。宝暦年間（1751年 - 1763年）に北新町と南新町に分離したと考えられる。[3]
  - 八幡町（やわたまち）：　八幡宮があることに由来。[6] 天保2年（1831年）開業の青木酒造がある[7]。
- 脇町・街道西側
  - 石町（こくちょう）：　米穀商が軒を連ねていた。「穀」が「石」に転じたもの。明治中期には14件の米穀問屋が残っていた。[3] [6]江戸時代からの金物商・八百藤（昭和37年/1962年閉業）もここにあり、近代には関東はもとより東北・北海道にまで農具を出荷していた。[8]
  - 江戸町（えどまち）：　大きな商家が連なり、城下で最も賑わう町通りだったため、江戸を思わせるとされた。[3] [6] ここにあった商家のうち「作家・永井路子旧宅」については後述。
  - 大工町（だいくちょう）：　城出入りの大工職人が居た。江戸時代中期には職人は転出し、商家が並び建つようになった。[3] [6] このうち「坂長」については後述。
- 脇町・川沿い
  - 悪戸新田（あくとしんでん）：　慶長・元和年間（1596年 - 1624年）に古河町の人々により開拓。地名のアクトはアクツ・アクドと同様に卑湿の地を示しており、東日本の随所で見られる。[9]
  - 船渡町（ふなとまち）：　船渡河岸があり、河岸問屋・井上平兵衛家を筆頭に船主・筏師が集まっていた。思川・渡良瀬川・ 利根川の結節点であるため、古河藩内の穀類等はもとより、 下野国各地から江戸への物資も高瀬舟で運ばれ集積された。また江戸から北関東の農家向けには、肥料や生活必需品が運び込まれて流通拠点となっていた。[3]
- 枝町
  - 紺屋町（こんやまち）：　横町の枝町。城出入りの紺屋職人が居た。大正期まで「大紺屋」と呼ばれた日野屋があり、旧古河市役所（現在の古河テクノビジネス専門学校）の敷地はその乾場だった。[3] [6]
  - 天神町（てんじんちょう）：　横町の枝町（のち武家地に編入）。地福院にあった天満宮に由来。[6] なお地福院は明治初期に廃寺。
  - 田町（たまち）：　江戸町の枝町。低地で田圃があったことに由来すると考えられている。[3] [6]
  - 青物町：　一丁目の枝町。青物の卸売商・八百屋四郎兵衛があった。[3]
  - 七軒町（しちけんちょう）：　新町の枝町。家が七軒あったことに由来すると考えられている。明治期以降に家数が増えた。[3] [6]
  - 肴町（さかなまち）：　一丁目の枝町。[3]
  - 元肴町（本肴町）（もとさかなまち）：　二丁目の枝町。[3]
  - 四谷・嵯峨：　石町の枝町。[3]

### 武家町（屋敷町）
以下、屋敷町とも呼ばれた武家町について、説明する。
- 厩町（うまやちょう）：　藩の馬屋があった。[6]
- 白壁町（しらかべちょう）：　明確な記録はないが、江戸時代の初期に白壁の目立つ大きな屋敷があったことに由来すると考えられる。[6]
- 仲之町（なかのちょう）：　厩町と白壁町との間の「仲の通り」とされた。[6]
- 鳥見町（とりみちょう）：　藩の鳥見役が居住していた。[6]
- 杉並町（すぎなみちょう）：　江戸時代初期の城主・奥平忠昌により城下町が拡張される前には、ここは町外れに位置し、杉並木があったことに由来。[6]
- 代官町（だいかんちょう）：　城主が奥平忠昌の頃、代官役の屋敷があった。[6]
- 三神町（さんじんちょう）：　町内付近に社祠が3つあったことに由来。[6]　三神町の稲荷神社、大工町の恵比須神社（蛭子神社）、および、かつては古河城諏訪曲輪の場所（現在の古河歴史博物館とその周辺）にあった諏訪八幡神社を指していると考えられる。[10]
- 片町（かたまち）：　通りの南側が堀で、北側のみ屋敷があったことから片側の町とされた。[6]
- 六軒町（ろくけんちょう）・四軒町（よんけんちょう）：　片町と合わせて「大通り」と呼ばれ、城内屋敷に住む重臣の次に高禄だった家臣が住んでいた。[3]

### 祭礼道
- 祭礼道とよばれる日光街道のバイパス道が市街地の東側に設けられ、原町口と横町口を結んでいた。雀神社例祭の際には、二丁目・高札場付近にお仮屋が建ち、出社したご神体のまわりに町民が集まっていたため、旅行者を迂回させて町民とのトラブルを防止した。藩主が土井利勝の頃に完成したと考えられている。明治12年（1879年）、米国元大統領・グラントが日光を訪れた際には、お仮屋を街道から離れたところに移動して、一行を通過させているので、このころから廃止されたと考えられる。[11] [12]

## 名所・旧跡等
- 御茶屋口:　大名等の休憩所があった場所。日光社参では、将軍はこの御茶屋口で日光街道から西に入り、三神町通りおよび出城（諏訪曲輪）北側の中道を経て、御成門から城内に入った。[13]　現在は石碑が置かれている。
- 日光街道道標:　文久元年（1861年）に古河宿の有志により建てられた。正面には「左日光道」と彫られている。常夜灯形式の道標である。古河市指定有形民俗文化財。[2]　近年は100mほど西に離れた場所に移設されていたが、鍛冶町の道路拡幅工事にあわせて、2014年秋、元の位置に再設置された[14]。
- 本陣跡・高札場跡：　二丁目の本陣（吉沢幸之助[15]）跡に石碑が置かれている。ここは大きな商家が連なる石町・江戸町、さらには城への入口にもあたり、城下の中でも最も賑わう辻になっていた。[16]　また、街道を挟んだ反対側には高札場があった。ここにも石碑が置かれている。[2] [17]
- 脇本陣：　二丁目にあった旧脇本陣は、江戸時代末期に建設され、最近まで「太田屋旅館」として営業していたが、平成11年（1999年）に後継者不在のため閉業し、平成17年に建物も解体された。脇本陣であった時期には入母屋の式台玄関が設けられていた。[18]
- 左筑波：　北端出口の横町口にあった。日光道中を江戸から日光に向けて北進するとき、通常は筑波山が右手に見える。しかし横町口には、本成寺北隣の専蔵院前に直進をさえぎる土塁が設けられており、通行人はここで一旦、右折したため、筑波山が左手に見えたという。現在、土塁は除かれ、道も直進している。[19]
- 作家永井路子旧宅： 江戸町にあった商家。永井路子が幼少期を過ごした旧宅である。永井家は江戸時代からの古い商家で、土蔵造り・2階建ての店蔵が残されており、自由に見学できる。19世紀初頭に初代・永井八郎治が葉茶屋「永井屋」を開業し、のちには陶漆器・砂糖も扱い、質屋も営んだという。[20] [21]
- 坂長： 大工町にあり、肴町通りとの交差点に位置する商家。「坂長」は 元禄11年（1698年）以前に両替商として開業し、その後、酒問屋に転業。現在は古い建物を活かして改装され、土産物店、オランダ料理のカフェ・レストラン、ギャラリー等の複合施設となっている。[22] [23]　店蔵・袖蔵は、古河城内の文庫蔵・乾蔵を移築したとものと伝えられており、国の登録有形文化財である。[24] [25]
- みらい蔵（今城商店）：　鍛冶町にあった商家「今城商店」は弘化年間（1844 - 1847年）に開業し、綿・タバコ・ヨシズの販売、塩の元売りなどを行ってきた[26] 。現在、古い建物を活かして改装され、和風レストラン・喫茶店等の複合店舗「みらい蔵」となっている[27]。なお、みらい蔵の周辺は現在も整備中であり、近接する酒井蔵・富岡蔵と広場・歩道とが一体化した空間が生まれる予定になっている。[28]
- 鷹見泉石祈念館：　古河城・諏訪曲輪の南側に隣接する武家屋敷。現在は古河歴史博物館の施設として、一般公開されている。

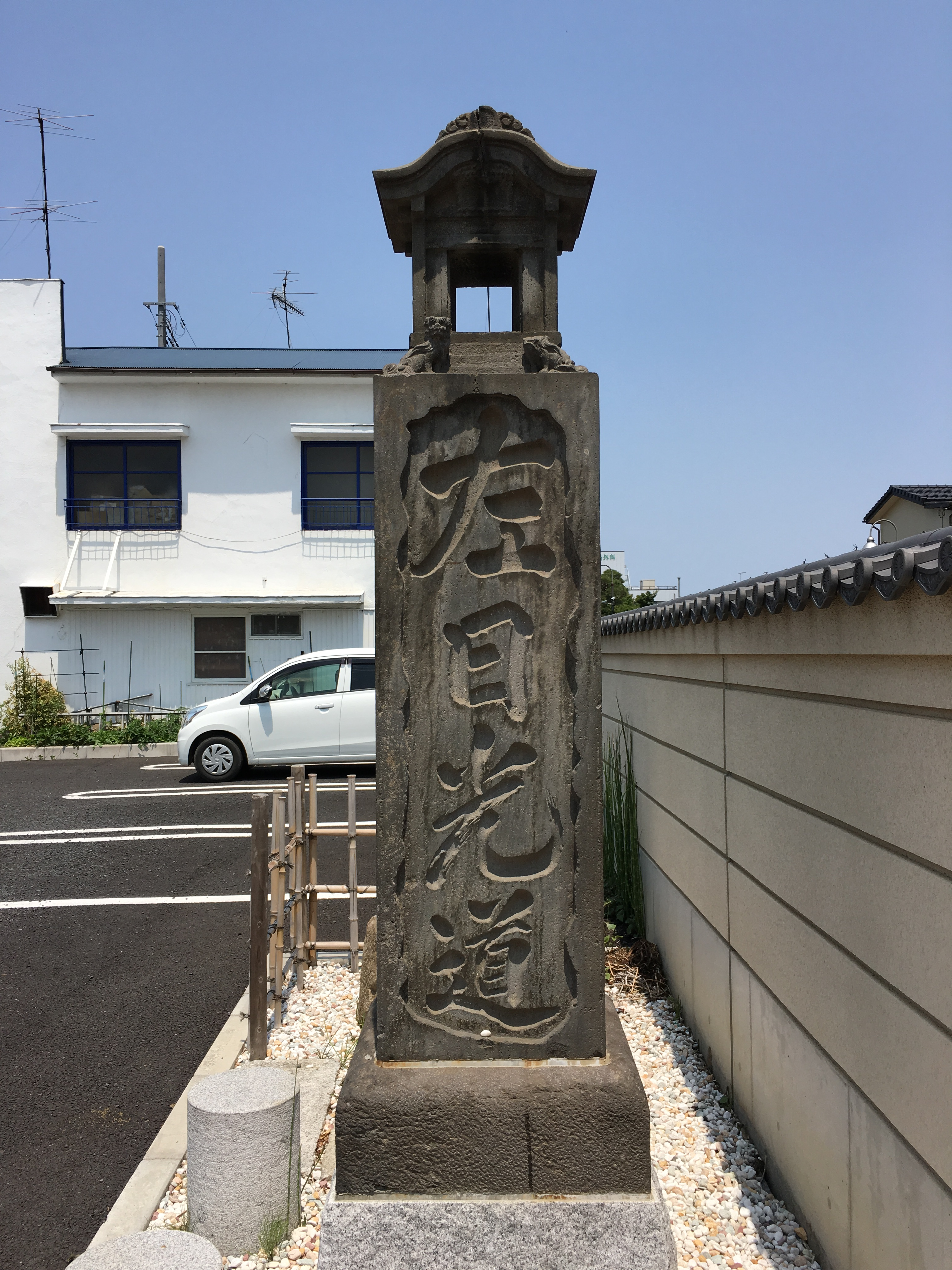
日光街道道標
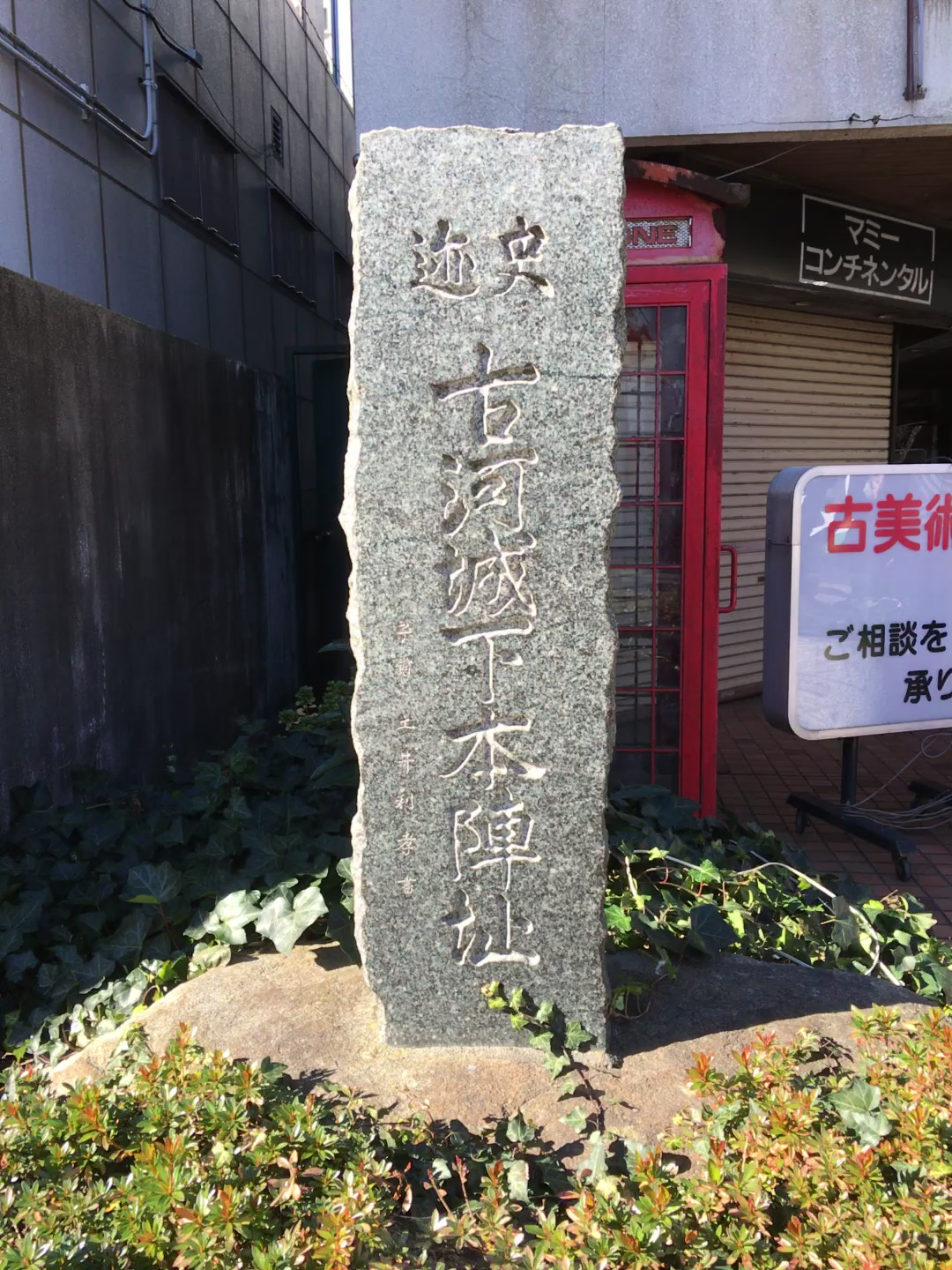
本陣跡石碑
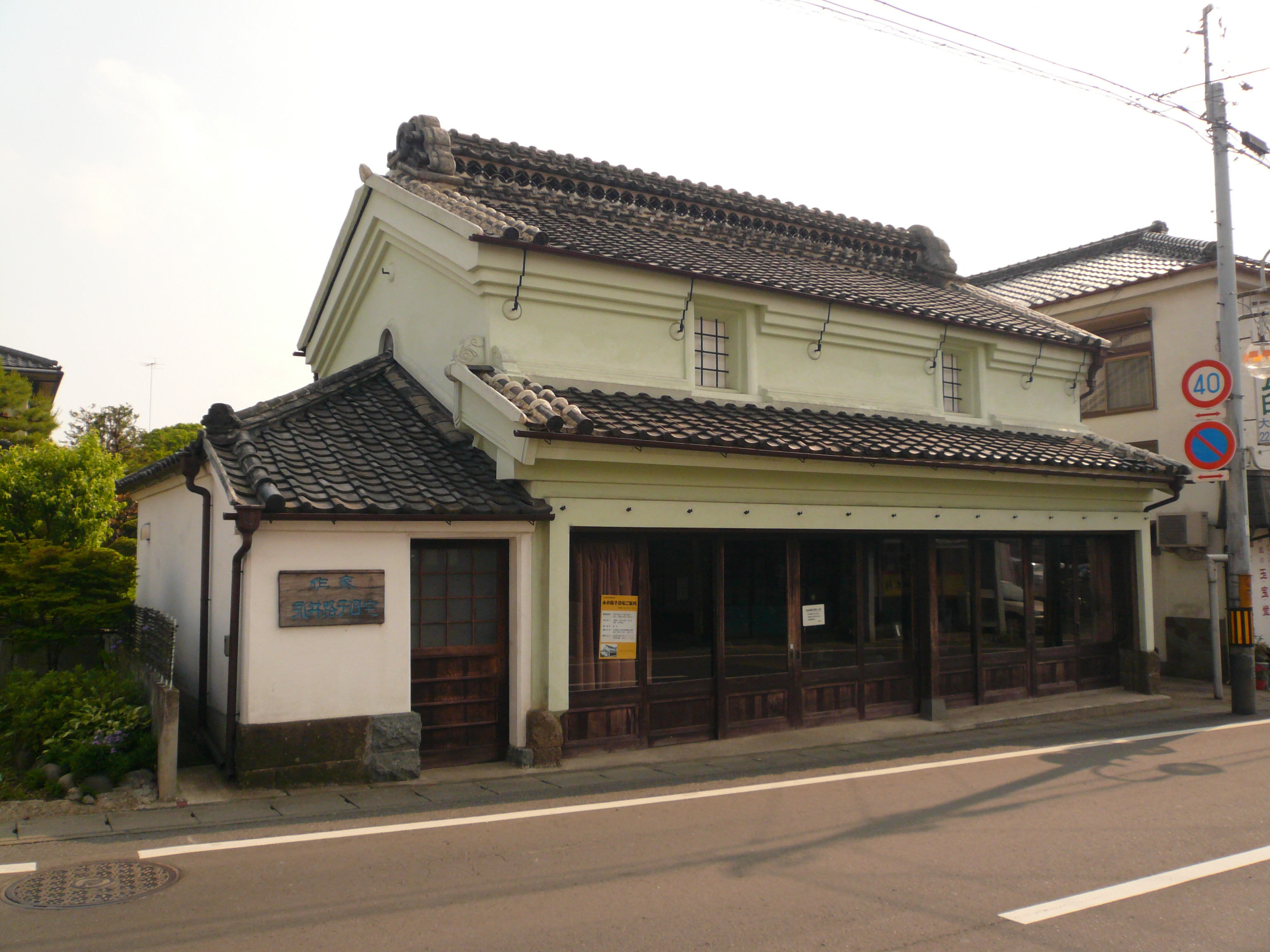
永井路子旧宅（商家の店蔵）
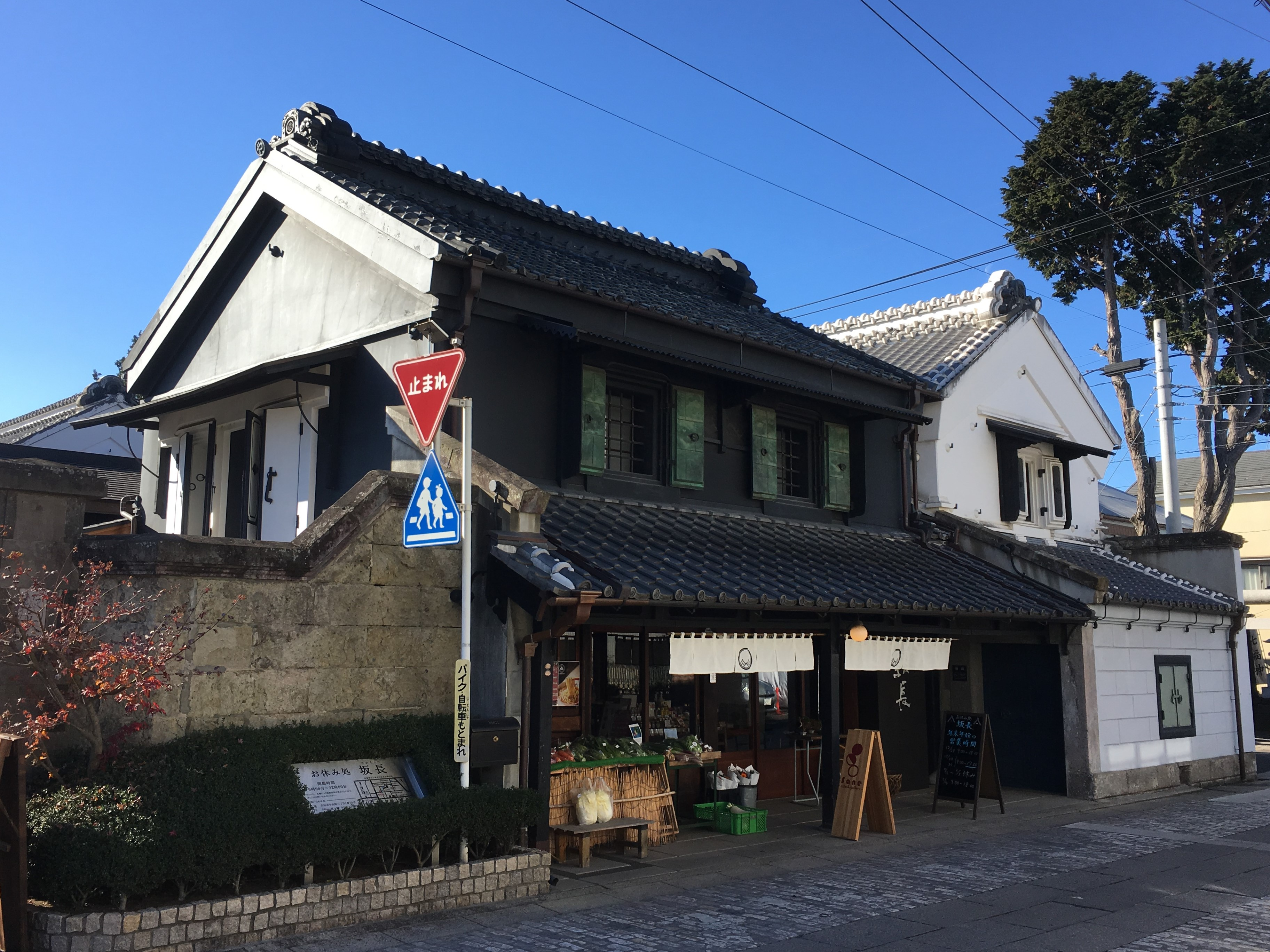
坂長（商家）
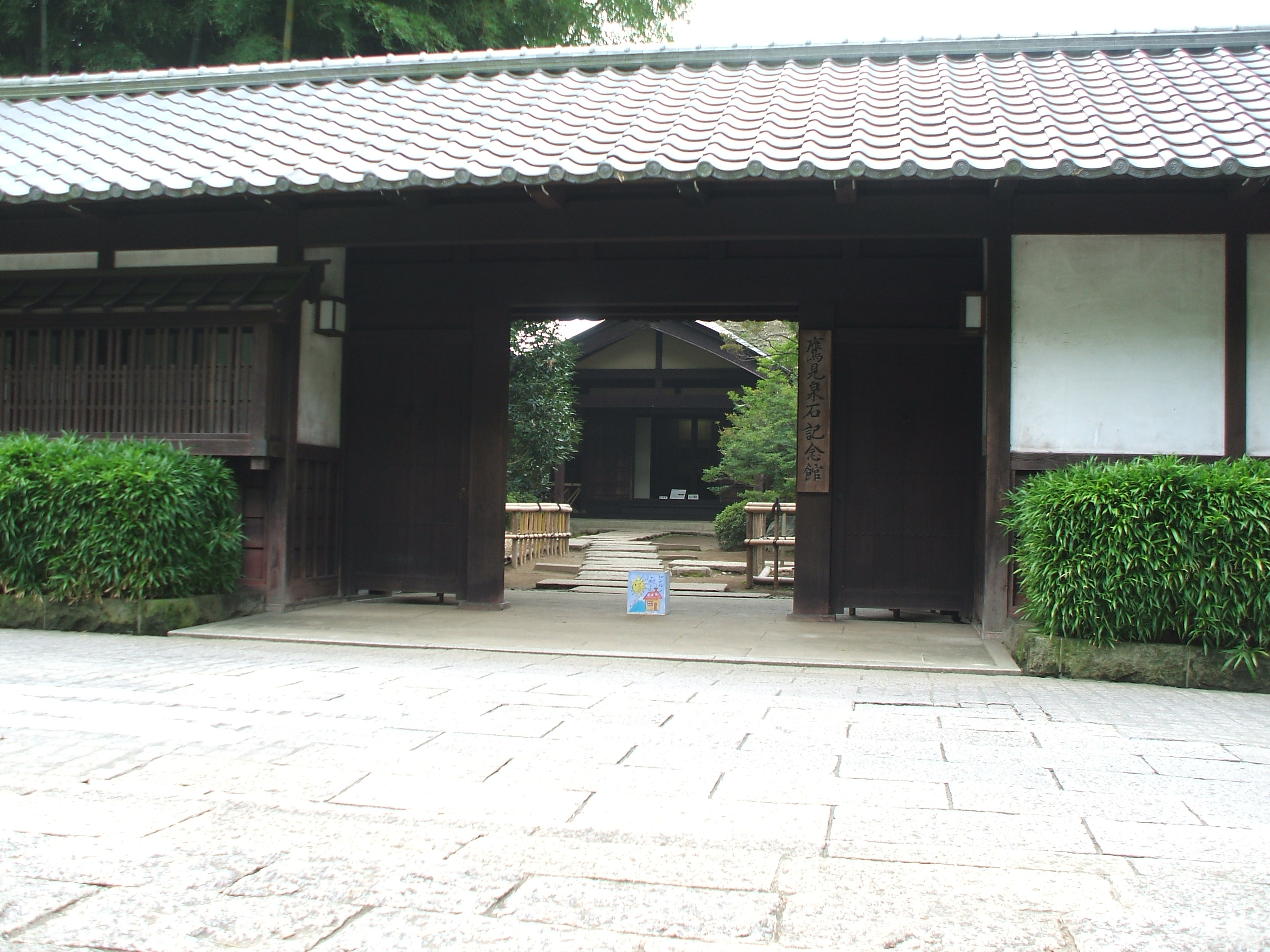
鷹見泉石記念館の長屋門
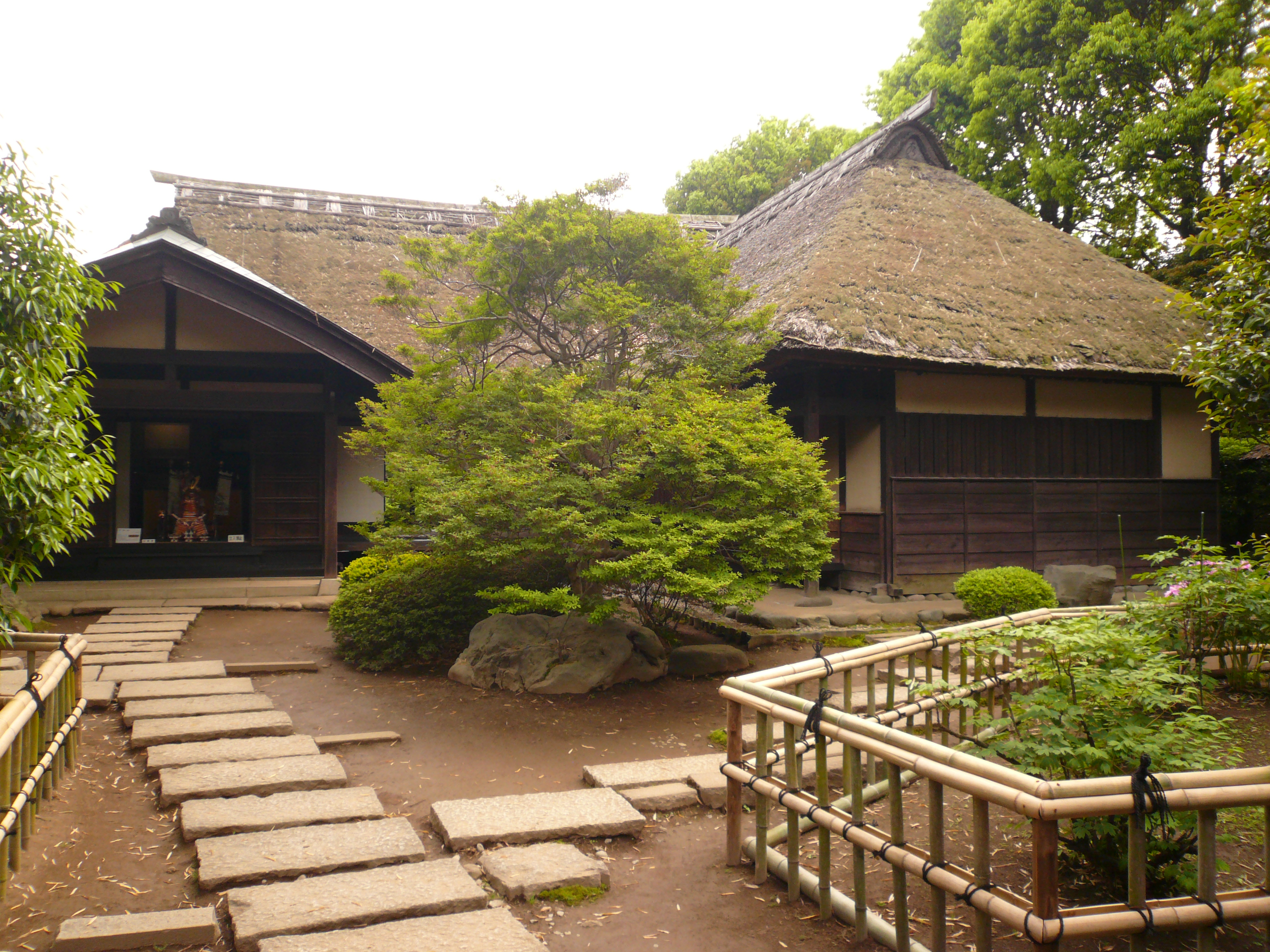
鷹見泉石記念館（武家屋敷）

## 寺社
- 一向寺:　建治2年（1276年）創建。現在も市内長谷町にある。[29]
- 稲荷神社（三神町）:　古河城の鬼門除けとして創建されたと伝わる。現在、毎年1月に開催される「7000歩で歩ける　古河七福神めぐり」コースの一部になっている。[30]
- 永井寺:　江戸時代初期の古河城主・永井家の菩提寺。永井直勝により寛永3年（1626年）開基。現在も市内西町（西片町）にある。
- 恵比須神社（蛭子神社）:　創建年不詳。もとは大工町の南よりにあったが、明治期に現在地の大工町と肴町の交差点に移転して現在に至る。祭神は蛭子命。[31]　現在、毎年1月に開催される「7000歩で歩ける　古河七福神めぐり」コースの一部になっている。[30]
- 西光寺:　 元応2年（1320年）の創建とも言われる。延宝8年（1680年）造立で、身の丈が一丈一尺（3.3m）ともいわれた露座の大仏があったが、戦時中の昭和19年（1944年）に供出された。現在も市内本町（鍛冶町）にあり、大仏も昭和54年（1979年）に再建されている。[29]
- 浄円寺:　 承久2年（1220年）、下野国に創建。移転を繰り返し、元和元年（1615年）より現在地。市内本町（北新町）にある。[29]
- 正定寺:　江戸時代に最も長く城主を務めた土井家歴代の菩提寺。土井利勝により寛永10年（1633年）開基。現在も市内大手町（東片町）にある。
- 正麟寺:　 古河城主・小笠原氏の開基とされる。小笠原秀政が古河に入ったのは天正18年（1590年）である。寺号は小笠原長時の法号による。市内石町に創建され、のちに現在地に移転。現在も市内横山町（横町）にあり、鷹見泉石の墓がある。[29]
- 神宮寺:　古河公方・足利成氏が帰依していた僧・良宥により、鎌倉に開かれたのち、成氏とともに古河に移転した。かつては雀神社の別当寺でもあった。現在も市内横山町（二丁目）にある。
- 雀神社:　創建は崇神天皇の御代とも、清和天皇の貞観年間（859年 - 877年）とも言われている。もとは城内にあったが、慶長10年（1605年）、城主・松平康長による城の拡張のため、町の北西部へ移転。古河公方や江戸時代の歴代城主に崇敬された。現在も市内西町（厩町）にある。
- 宗願寺:　 建保5年（1217年）、武蔵国の創建だが、焼失したため、慶長2年（1597年）、現在地に再建された。現在も市内中央町（西鷹匠町）にある。[29]
- 尊勝院:　古河公方ゆかりの寺院。足利尊氏の父・貞氏が不動明王を厚く信仰し、不動堂を建てたことに始まる。足利成氏とともに鎌倉より古河に移転した。現在も市内本町（二丁目）にある。
- 大聖院:　古河公方ゆかりの寺院。もとは足利政氏による大永3年（1523年）開基の「永昌寺」。天正元年（1573年）、足利義氏により義父・北条氏康のための寺として改めて建立、氏康法号の「大聖院」に改称された。現在も市内本町（南新町）にある。
- 竹駒稲荷神社:　祭神は宇賀之魂命、境内社として春日神社と金山神社がある。隣接する宝輪寺の守護神であったと伝えられている。[32]　現在も市内本町（鍛冶町）にある。
- 徳星寺:　古河公方ゆかりの寺院。建治元年（1275年）、城内・立崎に創建。古河公方の時代には、足利成氏ら歴代公方の祈願所となった。氏姫が市内鴻巣・古河公方館に移ったときに隣接地に移転し、のちに現在地の横山町（横町）に移転した。
- 長谷寺:　古河公方ゆかりの寺院。明応2年（1493年）、足利成氏が古河城の鬼門除けとして、鎌倉の長谷寺から十一面観世音菩薩立像を勧請し、堂舎を建立したことが起源。現在も市内長谷町にある。
- 八幡神社（北新町）:　古河公方・足利成氏が鎌倉の鶴岡八幡宮を城内・諏訪曲輪の地に勧請したのに始まるとされる。「諏訪八幡神社」とも呼ばれる。寛永13年（1636年）、城の拡張のため現在地に移転。現在も市内本町（北新町）にある。[33]
- 八幡神社（八幡町）:　古河公方・足利成氏が鎌倉の鶴岡八幡宮を城内三の丸の地に勧請したのに始まるとされる。寛永19年（1642年）、城主の土井利勝が城の鬼門除けとして現在地に移転。現在も市内本町（八幡町）にある。[34]
- 福法寺:　建治年間（1275年 - 1277年）に武蔵国で創建。下総国佐倉に移った後、寛永8年（1631年）に現在地に移転。現在も市内中央町（大工町）にあり、移築された古河城乾門は市の文化財（建造物）に指定されている。[29]
- 宝輪寺:　永仁元年（1292年）あるいは応永2年（1395年）創建。現在も市内本町（鍛冶町）にある。[29]
- 本成寺:　 延宝年間（1673年 - 1680年）、城主・土井利益の母・法清院の菩提を弔うために、猿島郡伏木村から移転。現在も市内横山町（横町）にあり、藩医河口信任、古河志を著した小出重固の墓もある。[29]
- 妙光寺:　 正応元年（1288年）、城内の地に開山。慶長年間（1596年 - 1615年）、現在地に移転。現在も市内中央町（西鷹匠町）にある。[29]
- 隆岩寺:　文禄4年（1595年）、城主・小笠原秀政が開基。現在も市内中央町（田町）にある。[29]
- 了正寺:　 元和7年（1621年）創建。現在も市内中央町（大工町）にある。[29]
- 永仙院:　古河公方ゆかりの寺院。もとは足利成氏開基の「乾享院」。後年、足利晴氏法号の「永仙院」に改称。明治初期に廃寺となり、現在は、市内桜町（長谷村）に市の文化財に指定された歴代住持の墓が残されている。

## 助郷の村々
各宿場町では、参勤交代や公用の人や物を運ぶために人馬を常備する必要があったが、これを助けるために近隣の村々が定助郷に指定された。古河宿の場合は、現古河市内の長谷・駒ヶ崎・牧野地・大堤・関戸・稲宮・下辺見・上辺見・大和田・磯辺・西牛ヶ谷・東牛ヶ谷・駒羽根・女沼・小堤・下大野・上大野、および、現加須市内の伊賀袋・柳生・麦倉・向古河・柏戸・小野袋の23カ村である。

## 交通
隣の宿場
- 日光街道・奥州街道
中田宿 - 古河宿 - 野木宿

## 関連作品

### 文学
- 乙川優三郎の歴史小説「冬の標」は、幕末の某城下町を舞台とし、画家を目指す武家の娘を主人公とした作品。明示されていないが、舞台は古河城下・古河宿であり、主人公のモデルは奥原晴湖と思われる[36]。（文春文庫・読売新聞夕刊連載（2002年））